# 佳里北極玄天宮
23°09′15″N 120°10′45″E / 23.154144°N 120.179282°E

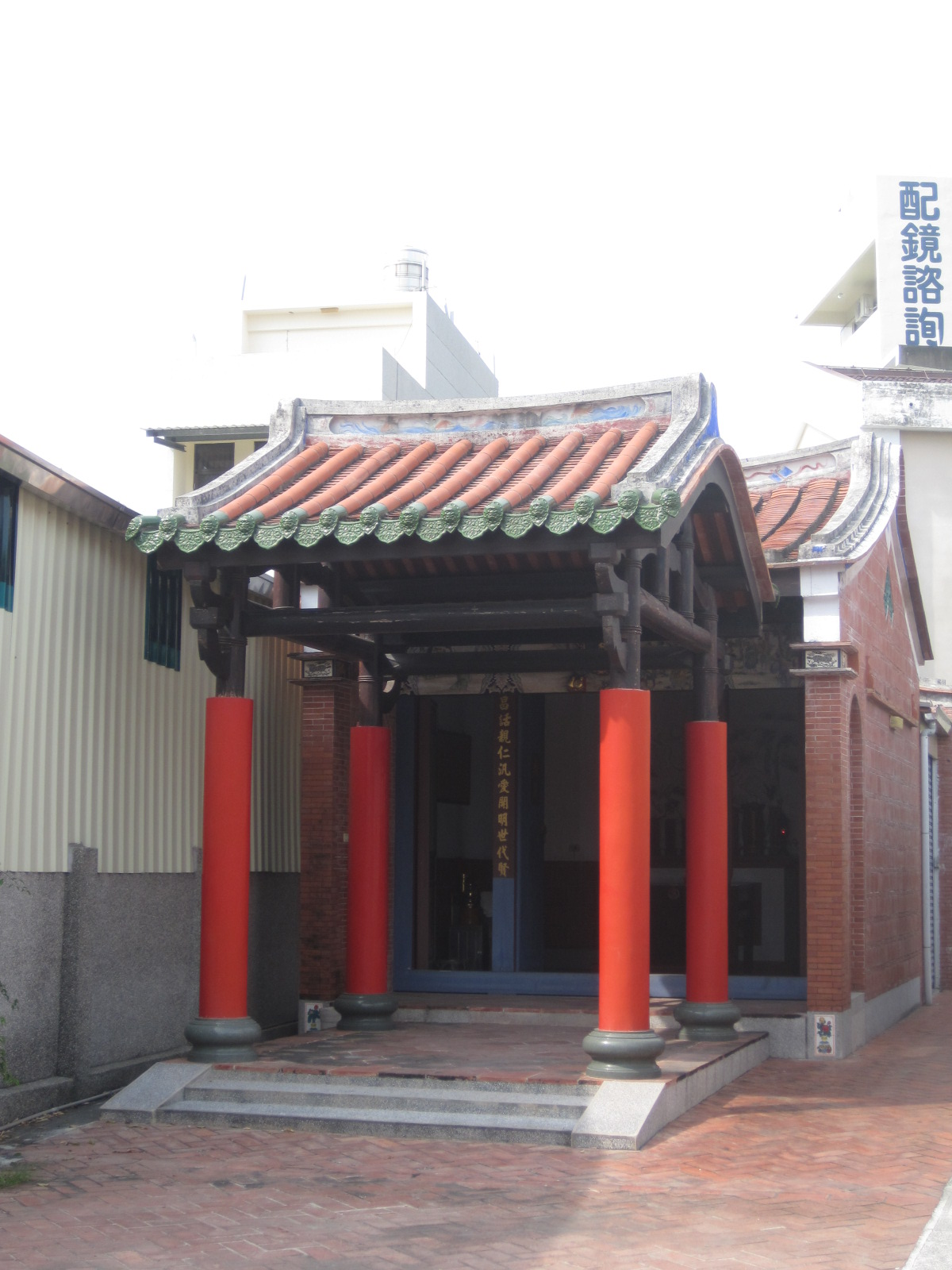
蔡榮昌祠

佳里北極玄天宮位於臺灣臺南市佳里區，地屬佳里金唐殿境內第十七角，於民國九十二年（2003年）5月27日公告為歷史建築。該建築原本是三五甲蔡姓一族的祠堂——「蔡榮昌祠」，亦稱「蔡榮昌堂」、「榮昌堂」與「榮昌祠」，而蔡家人則稱其為「祖厝」，裡頭供奉有蔡家開臺祖蔡光明迎奉來臺的玄天上帝，後來蔡榮昌堂從家廟逐漸演變成角頭廟，不過直到2004年整修時才在西側增建「蔡榮昌祠」，將廟宇與宗祠分開來。

## 沿革
佳里三五甲蔡家祖籍福建省漳州府龍溪縣29都永寧鄉白石保蔡店社，開臺祖蔡光明（1744年－1808年）於清乾隆四十八年（1783年）時來臺，育有三子蔡倫治、蔡倫貳與蔡倫明。而佳里北極玄天宮的前身蔡榮昌祠則約創建於清嘉慶八年（1803年），初時應僅為草祠，直到同治十三年（1874年）才由蔡寬永等三人集資4000圓興建較有規模的宗祠，於光緒三年（1877年）完工。蔡榮昌祠為蔡家的宗祠及家廟，然而由於裡頭所供奉的玄天上帝十分靈驗，所以後來蔡榮昌祠的性質逐漸從家廟變成地方上的角頭廟。
日治時期蔡榮昌祠曾於昭和六年（1931年）依原廟規模重建，今廟內「榮昌萬古」、「天樞北極」、「富本長源」三匾即是這次重建後地方人士所敬獻，不過後來在皇民化運動時蔡昌榮祠亦受到波及而被敲掉了廟角翹脊。戰後，蔡昌榮堂在民國五十二年（1963年）在主事者蔡金樹提倡下蔡家族人們集資40000元重修，並聘請佳里名匠王石發承造剪黏，將日治時期受損的廟角翹脊修復。之後在民國六十三年（1974年）時進行正殿及三川步口左右壁堵裝飾工程，正殿左右壁與三川步口左右壁有佳里匠師楊勝波所作的泥塑及交趾陶，此外還有府城彩畫師蔡草如的磁磚彩繪。十年後（1984）再次局部整修，這次工程中有彩繪師薛明勳所繪製的壁畫。
民國八十五年（1996年）時，蔡榮昌祠更名佳里北極玄天宮，廟額改為「玉敕北極玄天宮」，而在民國八十一年（1992年）成立的「蔡昌榮祠管理委員會」亦改為「北極玄天宮管理委員會」。後來在民國八十八年（1999年）時受到921大地震與1022大地震受創，管委會遂緊急進行支撐工程，同年臺南縣政府亦欲將北極玄天宮提報為古蹟但未通過。民國九十二年（2003年）5月27日順利登錄為歷史建築後，得到文建會的800萬修復經費補助，縣政府文化局立即於6月委託曾國恩建築師事務所進行調查研究及規畫設計。
此次修復工程於主要於民國九十三年（2004年）的2月到11月進行，之後陸陸續續有一些改建工程，直到民國九十七年（2008年）才告一段落，其中值得注意的是在2004年6月至2005年2月期間在北極玄天宮西側增建了蔡榮昌祠，正式將宗祠與廟宇分開。
而蔡氏祖籍原址在中國大陸福建省漳洲府龍溪縣二拾九都永寧(陵)鄉白石堡蔡店社，即今日福建省漳州市龍海區角美鎮蔡店村，蔡氏族人譜名則依「宗祀有倫，啟澤爾賴，念慈一本，永福萬年。」命名。

## 建築
北極玄天宮的中軸線上依序為三川殿、左右廊與天井、正殿，中軸左右則有護龍。三川殿寬三開間，屋頂採用三川脊形式且有燕尾翹脊，而在中脊上則有「雙龍朝三仙」的剪黏，屋瓦則用紅色素燒筒瓦。左右廊為捲棚硬山頂的四架楹雙坡屋架建築，而正殿則有十三架楹，主要採用抬樑式疊斗的構架作法，至於左右護龍硬山馬背的九架楹建築。

## 藝陣
北極玄天宮內有專屬藝陣「文武郎君」，又稱「羊管」、「羊管走」，成員約有30人，由樂器及唱曲組成。原本「文武郎君」會參加蕭壠香的刈香活動，但蕭壠香中斷之後便附屬三五甲鎮山宮改參與西港香。

## 管委會
北極玄天宮在「蔡榮昌祠」時期的管理形式原本是由蔡家爐下戶數分成四柱，各柱再推一人為代表，與公推的主事管理廟務，並由四住輪流負責祭祀以及庶務。外姓信眾日益增加後，於1992年正式成立「蔡昌榮祠管理委員會」，1996年因改名的關係管委會也更名「北極玄天宮管理委員會」，每三年改選一次。

## 外部連結
- 佳里北極玄天宮的Facebook專頁